# Avicularia rapax
Avicularia rapax är en spindelart som först beskrevs av Anton Ausserer 1875.  Avicularia rapax ingår i släktet Avicularia och familjen fågelspindlar. Inga underarter finns listade.